# 2015 BTS LIVE: 화양연화 ON STAGE
"2015 BTS LIVE: 화양연화 ON STAGE"는 대한민국의 음악 그룹 방탄소년단의 단독 콘서트 투어로, 총 8회에 걸친 공연을 펼칠 예정이었으나, 멤버들의 건강 문제로 인해 일본 고베에서의 공연을 취소했다가 다음 해 3월에 재개해 총 8회에 걸친 공연을 펼치고 투어를 마무리하였다.

## 투어 일정
| 날짜             | 도시 | 국가     | 장소                   |
| ---------------- | ---- | -------- | ---------------------- |
| 2015년 11월 27일 | 서울 | 대한민국 | SK 올림픽 핸드볼경기장 |
| 2015년 11월 28일 | 서울 | 대한민국 | SK 올림픽 핸드볼경기장 |
| 2015년 11월 29일 | 서울 | 대한민국 | SK 올림픽 핸드볼경기장 |
| 2015년 12월 8일  | 횡빈 | 일본     | 요코하마 아레나        |
| 2015년 12월 9일  | 횡빈 | 일본     | 요코하마 아레나        |
| 2015년 12월 26일 | 신호 | 일본     | 고베 월드 기념 홀      |
| 2016년 3월 22일  | 신호 | 일본     | 고베 월드 기념 홀      |
| 2016년 3월 23일  | 신호 | 일본     | 고베 월드 기념 홀      |

### 취소된 일정
| 날짜             | 도시 | 국가 | 장소             | 이유                       |
| ---------------- | ---- | ---- | ---------------- | -------------------------- |
| 2015년 12월 27일 | 신호 | 일본 | 고베 월드 기념홀 | 멤버 슈가와 뷔의 건강 문제 |
| 2015년 12월 28일 | 신호 | 일본 | 고베 월드 기념홀 | 멤버 슈가와 뷔의 건강 문제 |